# Albileberis
Albileberis is een geslacht van kreeftachtigen uit de klasse van de Ostracoda (mosselkreeftjes).

## Soorten
- Albileberis asperata Guan, 1978 †
- Albileberis sheyangensis Chen in Hou, Chen, Yang, Ho, Zhou & Tian, 1982
- Albileberis sinensis Hou in Hou et al., 1982